# فاطمة بنت علي البوسعيدية
فاطمة بنت علي هي السيدة بن سالم بن ثويني بن سعيد بن سلطان بن الإمام أحمد بن سعيد البوسعيدية  زوجة السلطان تيمور بن فيصل (1913-1932) و والدة السلطان سعيد بن تيمور (1932-1970) وجدة السلطان قابوس بن سعيد سلطان عمان الراحل .

## سيرة الذاتية
هي السيدة  فاطمة بنت علي بن سالم بن ثويني بن سعيد بن سلطان بن الإمام أحمد بن سعيد البوسعيدية  زوجة السلطان تيمور بن فيصل (1913-1932) و والدة السلطان سعيد بن تيمور (1932-1970) وجدة السلطان قابوس بن سعيد سلطان عمان الراحل ولدت في عام 1891 في سلطنة زنجبار  بعهد السلطان علي بن سعيد بن سلطان والدتها هي السيدة علياء بنت برغش بن سعيد بن سلطان و تعرضى والدها السيد علي بن سالم لأبعاد من زنجبار لمسقط بعام 1898م بعهد السلطان حمود بن محمد بن سعيد بن سلطان ونستطيع تلخيص نسبها مع حُكام عُمان و زنجبار كالآتي :
- زوجة السلطان تيمور بن فيصل بن تركي - سلطان عُمان مابين 1913 - 1932
- والدة السلطان سعيد بن تيمور بن فيصل - سلطان عُمان مابين 1932 - 1970.
- جدة جلالة السلطان قابوس بن سعيد  -سلطان عمان مابين 1970 - 2020.
- حفيدة السلطان سالم بن ثويني بن سعيد- سلطان عُمان مابين 1866 - 1868
- حفيدة السلطان برغش بن سعيد بن سلطان - سلطان زنجبار مابين 1870 - 1888
- ولدت في سلطنة زنجبار  1891 و توفيت في سلطنة مسقط وعمان1967